# SEGA R360
R360（アールさんろくまる）は1990年11月に発表された、セガ（後のセガ・インタラクティブ）の体感型ゲーム筐体である。
筐体が動作する『ムービング筐体』の一種であり、当時の社内では『大型筐体』と呼ばれていたという。

## 概要
x軸とz軸方向に360度の回転機構を持つ体感型ゲーム用筐体である。
ゲームセンターへの正式販売価格1800万円（実売価格は1600万円）という高額な筐体である。その高額な筐体価格にもかかわらず、ハングオンに代表される当時の体感ゲームブームにより、目新しさから出回りは悪くなかった。標準のプレイ料金も、当時のビデオゲームは100円、既存の体感ゲームは200円が普通だった中、本機は500円と高かったが、都心繁華街の設置店では平日夕方以降も引っ切り無しにプレイする人が出るなどした。
当初から生産台数は150台限定、追加生産無しで開発された。
開発のヒントとなったのはオーストラリアでロケテスト中だった無名のメーカーが開発した体感型ゲーム筐体である。このゲーム機は速度は緩慢であるがXYZの3軸に回転する機構を備えていた。この情報を聞きつけたセガは社員を派遣して調査させており、この際にはアフターバーナーが無断で使われていたという。視察後にこのゲーム機と同系統の筐体開発がスタートし、新たに設立したメカトロ2課が担当することとなった。

## 設計
最初は会社の屋上に放置されていたケーブルドラムをくり抜いて自動車用のバケットシートと4点式のシートベルトを組み込み、開発チームのメンバーが交代で乗って転がす実験からスタートした。さらにXY軸の人力で回すモデルを経て電動化したプロトタイプを作成した。これには鈴木久司も試乗している。
筐体にある円環のフレームは鋼管をパイプベンダーにより人力で加工したもので強度と精度の確保が難しく、初期型はヒビが発生したことから打音検査が必要だった。
ブロック工法が採用されたが、組み立て時にクレーンが必要なことや、ハンドメイド部品を使うことから生産台数は1日3台であったという。
当時は実用レベルのCADが無かったため、図面は製図台により手描きされた。
無線伝送の技術が未発達だったことから、回転する部分へ電力や映像は接点に白金を使うスリップリングによる有線接続であった。当初はこの接点1つに100万円ほどかかっていたという。
回転には1.5kWの出力を有する東芝製のACサーボモーターを2基搭載したことで、消費電力は通常のアーケード筐体と比較し大きく、電源には200Vの三相交流が必要となった。
座席となるバケットシートはセガのオリジナルである。
フレーム駆動メカニズムによって無限回転も行えるほどのスペックを持っているため安全機構として自動車用のシートベルトメーカーからサンプルを入手して自作した4点式のシートベルトを採用している。またオーストラリアで視察した筐体はプレイ中にシートベルトが外れると停止するタイプだったのに対し、R360はインターロックが設けられ、不完全な状態では遊べない様になっていた。具体的には、セーフティーバーを下ろし、左右のシートベルトをバーの腹にあたる部分に差し込み、さらにレバーを引いてバーを固定する必要があった。このため脱出を補助するアテンダントの配置が必要となった。
重量物を回転させているため、周囲に感知マットを配置することで人が接近した場合にも停止するようになっていた。
健康に配慮して加速度は2Gに制限されていた。筐体内、搭乗者の右壁面には停止ボタン（ギブアップボタン）が設けられ、気分が悪くなった搭乗者が筐体の動きを止める事が出来た。アテンダント側からは緊急停止の他、水平復帰や回転制御も可能である。
モニターは筐体内とアテンダント付近に計2つあり、前者は回転の向き、角度などの状況によって地磁気の影響を受け、画像表示に滲みや変色する現象が発生するため、自動消磁機能も搭載したが完全な解消には至らなかった。
これらの機構により本体重量は1.5トンに達した。

## ソフトウェア
R360専用のゲームソフトが開発された。
- G-LOC - 標準搭載のソフト。詳細は後述。 R360の時間制限式オペレーションに合わせたルール変更に加え、非常停止ボタンやシートベルトなど保安設備の説明をアドバタイズ画面に追加。ゲームプレイの「実戦コース」と、鑑賞モードの「体験コース」が選択可能だが、実戦コースしか選択出来ない設定の店が少なくなかった。
- ストライクファイター - 後述。
- ラッドモビール - 登場後しばらくして、アミューズメントマシンショーで参考出展された。レースゲームの為ゲームでの回転要素が少なく国内での稼動実績は少ない。クラッシュすると回転した。
- ウィングウォー - 発売時には既に日本国内では大半の筐体が撤去されていたため、国内での稼動実績は少ない。このソフトのみ筐体間通信プレイが可能な模様である。

### G-LOC: Air Battle
1990年4月に発売された、空戦を題材とした3Dシューティングゲーム。開発はAM2研。
ギャラクシーフォースにも使用されたシステム基板・Yボードの採用でアフターバーナーに比べグラフィック面が強化された。地表やポリゴンで描かれたように見えるオブジェクトも実はスプライトで表現されている。
ただし基本的なルールはアフターバーナーと異なっており、制限時間内で撃破数ノルマ達成により次のラウンドへ進むことができる。
R360版に先行し、F-14戦闘機を模した外装とダブルクレイドル機構が特徴のDX筐体、座席のないアップライト筐体に組み込まれた単体製品としても販売された。
- 自機はアフターバーナーのF-14XXとよく似た架空機、A8M5[注釈 2]MkII、"ZEEK"[4]。

#### ルール
- ミッション冒頭において規定撃墜数が指示される。制限時間内に達成できればクリア。
- コイン投入後、初級・中級・上級からコースを選ぶ。初級ではスロットルレバー操作が省略される。
- 通常はコクピットからの視点で、アフターバーナーと大きく異なる。正面のHUD中央に機銃のレチクルがある。またHUDはミサイルのロックオン可能な範囲を示しており、HUD内に敵機を捉えると照準が敵機に向かって移動し、ミサイルシーカーのロックオンが完了すると誘導ミサイルが発射できる。HUDの他、計器類にはダメージ警告、スロットル位置、ミサイル残弾や敵機の位置を示すレーダーが表示される。
- 特定ステージでは自機後方からの視点に切り替わり、敵機に背後を取られた状態となる。視点移動中も各種操作は可能であるが、同時に時間もカウントダウンされている。なお、後方視点でも残弾数など必要な情報は画面上に表示されている。
- アフターバーナーシリーズと異なり、ミサイルのロックオン動作がやや緩慢である。（R360版では高速化された）
- ミッションクリアのたびにミサイル残弾の清算が行われる。上記ロックオン速度とあいまって爽快感やスピード感に欠けるとの評も。
- ミサイル残弾はミッションクリアごとに最大数まで補充されるが、ミサイル残弾数が多いほど制限時間のエクステンドが増える。したがって、できるだけ機銃掃射で撃墜数を稼ぐことが重要になる。
- 被弾するとコクピットの風防に弾痕が入り、損害状況や被弾箇所が表示されるがミッションクリア時に元に戻る。
- ダメージが蓄積すると撃墜されるが、ペナルティとして残り時間が減少するだけでその場で復活する。
- 全ミッションをクリア後、母艦に着艦してゲームクリア。メガドライブ版スーパー大戦略と似た戦闘レポートが表示される。

### ストライクファイター
1991年に発売された、上記・G-LOCのマイナーチェンジ版である。
グラフィック上の変更点は少ないが、制限時間やノルマ制が廃止されたため、アフターバーナー同様シームレスに進行するスピーディーな展開となった他、BGMも一新された。
他のタイトル同様、本来はR360以外の通常筐体向けに製作されたものである。

#### 家庭用移植版
アフターバーナーIIIと改題の上、更なるアレンジが施された家庭用移植版が後に製作された。
1992年12月18日 - メガCD版発売。
1992年 - CSK総合研究所よりFM_TOWNS版発売。
余談ながら、2000年、NAOMI基板を採用した新作アーケード機セガ・ストライクファイターが発売されているが、ノルマ制復活により、ルールとしてはむしろG-LOCに近い内容となった。

#### 関連商品
サウンドトラック
- STRIKE FIGHTER （サイトロン・G.S.M.1500 、S.S.T.BAND、PCCB-00067、1991年8月21日）

- アレンジ版2曲収録（"BORN OUT"、"HYPER CITY"）

## 運用
実運用はそれほど華々しいものではなかった。初期は、設計強度の不足、センサーの誤作動等で、たびたび運用停止する不具合などがあり、致命的な事故こそおきていないが、不注意な運用によるトラブルは時折起きていた。また1600万円という高額で巨大な筐体は、搬入搬出や設置に多大な手間を要した。また、仕様上アテンダントが常時1名つくことが指示されていることから運用コストも高かった。
プレイヤーも、手荷物のほか、飛散・落下防止のためにポケットの中身をすべてアテンダントに預けなければならなかった。ゲーム自体も、単調な上にプレイ時間が短かった。
これらの要素があいまって、殆どの店舗では、単に坪単価の悪い機械という印象を抱かれていた。
セガはこの機種を境に、ゲームセンター向けの大掛かりなムービング筐体の製作を徐々に控えるようになり、汎用のものをデコレートする方式に変化した。

## エピソード
- 開発チームは結束力を高めるためとして、黄色いツナギをユニフォームとしていた[1]。
- G-LOCの体験コースは最初に「エースパイロットの操縦をお楽しみ下さい」という趣旨の表示がなされるが、必ず撃墜される。
- G-LOCの実戦コースは「TIME 120.00」と画面に表示されるが、実際のプレイ時間は90秒程である。
  - ゲーム内容は、空母（上空から見下ろし）→秒読み→発艦→「敵部隊を全力で撃破せよ」という趣旨の表示（正確表記の情報募集）後、コクピット視点になって持ち時間のカウントダウン開始（ゲーム開始）→持ち時間0到達（ゲーム終了）→空母着艦開始→着艦成否のシーン、という展開となっており、この間、R360版G-LOCのBGM「Earth Frame G」（両コース共通）が流れる。このBGMの全長は2分10秒程度で、空母～ゲーム開始までと、ゲーム終了～着艦成否のシーンの所要時間が合計で10秒には収まらないため、プレイ時間の正味が2分以内に時短されている事が分かる。
- G-LOCで空母着艦時にミサイル、バルカン、スタートの3ボタンを押しっ放しにしていると、着艦正否後の撃墜数結果表示の代わりにメッセージが出る。
- 2014年現在、日本国内に稼動している筐体はない。国内最後の筐体は、神戸ハーバーランドのSEGA神戸かもめ館にあった。解体時にはチェーンソーで分解した。設置場所は8階で、エレベーターにも入らなかったため、非常階段にて社員10人以上で搬出した。
- アメリカのSEGAファンの一部が個人的にコレクションしている物も一定数存在している。
- 本ハードウェアのチラシには、「サイバードーム スーパーシューティングシステム」「CCDカート」「8人乗りシミュレーター」といった開発・稼動予定のハードウェアが掲載されていた。「サイバードーム スーパーシューティングシステム」「CCDカート」はそのまま名前で、「8人乗りシミュレーター」は「AS-1」という名前で稼働していた。
- マイケル・ジャクソンは来日の際、セガに来社し、体感プレイ後すぐに購入した。その筐体を入れるために彼は自宅を改築した。なお、その筐体は没後にオークションにかけられ、行方不明である[1]。

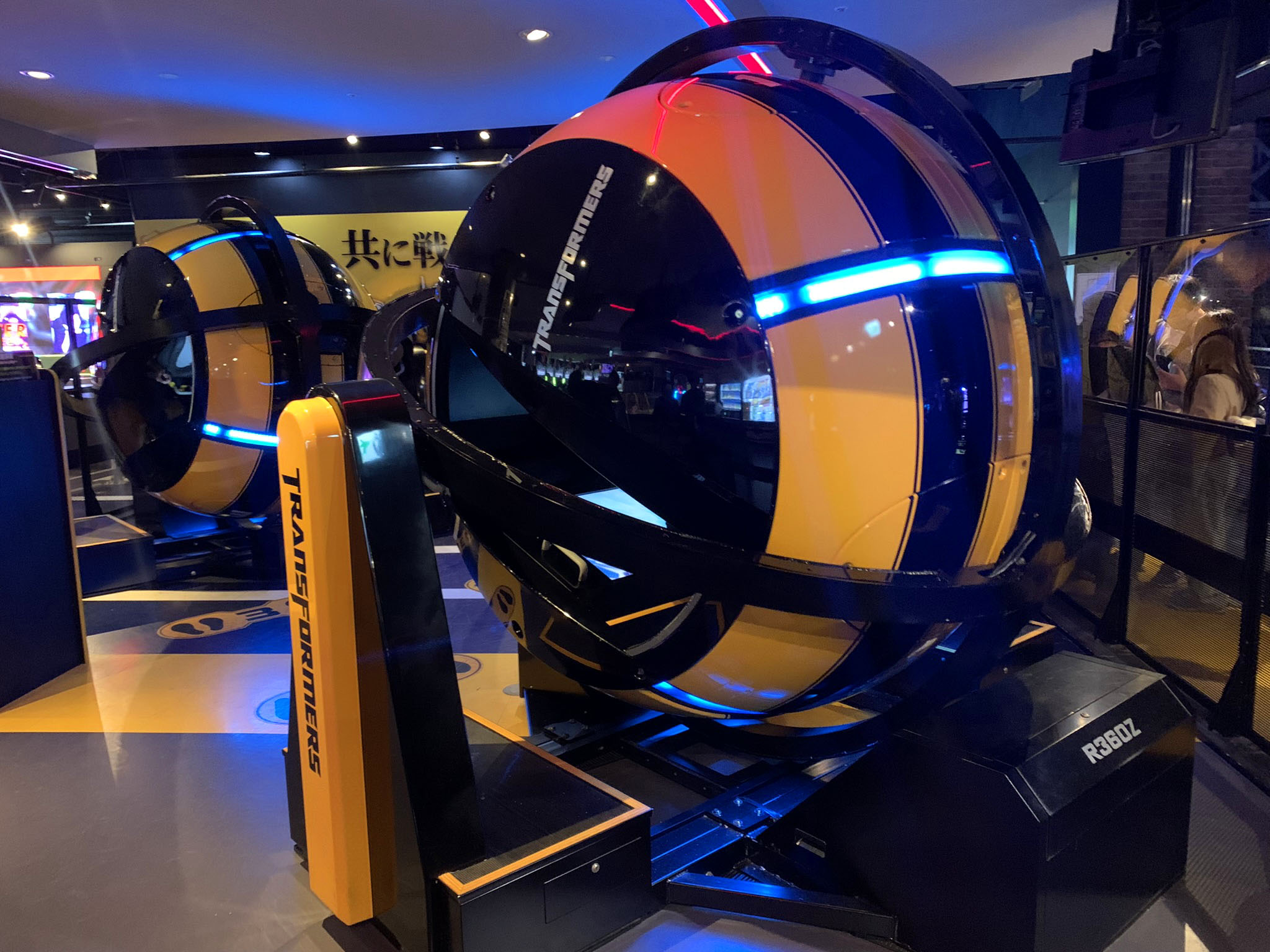
R360Z

## R360Z
東京ジョイポリスのアトラクション「トランスフォーマー・ヒューマンアライアンス スペシャル」(2015年7月オープン）の筐体に「R360Z」のナンバーが記載されている。
可動は、R360同様にxzの2軸機構での360度回転するアトラクションであるが、R360は一人用に対し、R360Zは二人乗り用である。
ゲームとしての操縦桿(ジョイスティック)はあるが、ゲーム内の攻撃先に照準を合わせる為の物であり、操縦桿操作で（プレイヤーの意志で）回転はせず、ゲームのシーンに合わせて回転する。アトラクション要素としてはタイトーの「D3BOS」に近い。